# Labrichthys unilineatus
Labrichthys unilineatus är en fiskart som först beskrevs av Guichenot, 1847.  Labrichthys unilineatus ingår i släktet Labrichthys och familjen läppfiskar. IUCN kategoriserar arten globalt som livskraftig. Inga underarter finns listade i Catalogue of Life.